# François Gamain
 (janvier 2020).
Si vous disposez d'ouvrages ou d'articles de référence ou si vous connaissez des sites web de qualité traitant du thème abordé ici, merci de compléter l'article en donnant les références utiles à sa vérifiabilité et en les liant à la section « Notes et références ».
François Gamain, né à Versailles le 29 août 1751 rue de la Paroisse-Notre-Dame et mort le 7 mai 1795 à Versailles au n° 28 de la rue Homère (aujourd'hui 8 rue de Maurepas), est un entrepreneur de serrurerie français qui joua un rôle dans la Révolution française. 

## Biographie
François Gamain est le fils de Nicolas Gamain, entrepreneur et serrurier des bâtiments du roi, et de Françoise Savaste. Il apprend son métier en travaillant avec son père et ses oncles à l’entretien des bâtiments du domaine royal, qui emploie une nombreuse main-d’œuvre. Au cours de ses interventions au château de Versailles, il a l’occasion de rencontrer Louis XVI qui montre un vif intérêt pour tous les travaux de mécanique de précision et notamment ceux que demande la réalisation de serrures de sûreté ou à secret. Quand Louis XV, installe ses petits cabinets de mécanique, de physique et de menuiserie aux derniers étages de la cour des cerfs, il fait appel à l’expérience du père de François, Nicolas Gamain, pour lui enseigner cet art de la mécanique de précision.
Dans l'après-midi du 20 novembre 1792, le ministre Roland remet à la Convention nationale un ensemble de documents trouvés le matin même dans une armoire de fer, cachée derrière des lambris dans un corridor des appartements de Louis XVI, au château des Tuileries. Cette découverte fait suite à la révélation que François Gamain a faite à Heurtier, collaborateur direct de Roland, d’avoir fabriqué et installé sur l'ordre du roi, cette armoire de fer au mois de mai 1791, pour y cacher des documents en prévision de sa fuite de juin 1791, dite "fuite de Varennes". dans le couloir qui relie les appartements du roi à ceux du dauphin. Cette révélation a constitué une pièce maîtresse dans le dossier d'accusation du procès de Louis XVI qui l'enverra à l'échafaud.
Grâce à sa révélation de l'armoire de fer, Gamain a été nommé le 13 janvier 1793 officier municipal, mais le 30 septembre 1793, le représentant du peuple Joseph Augustin Crassous, envoyé en mission en Seine-et-Oise, destitue la municipalité de Versailles. Gamain ayant perdu sa fonction municipale, craignant d’être inquiété par le tribunal révolutionnaire et n'ayant ni emploi ni pension, adresse une pétition à la Convention le 8 floréal an II (27 avril 1794) afin d'obtenir une aide financière, il prétend que Louis XVI a voulu l'éliminer en lui faisant boire un verre de vin empoisonné.
La Convention nationale, après avoir entendu le rapport de ses comités des secours publics et de liquidation, décrète que François Gamain, empoisonné par Louis Capet, le 22 mai 1792, jouira d'une pension annuelle et viagère d'un montant de 1 200 livres, à compter du jour de son empoisonnement.
Gamain ne profita pas longtemps de sa pension puisqu'il mourut le 18 floréal an III (7 mai 1795) à 43 ans, dans sa maison de Versailles au 38 de la rue Homère (actuellement rue de Maurepas) probablement des suites d'une affection stomacale.